# Музей Легоцького
Музей Легоцького — музей, заснований в Мукачево на базі приватного зібрання Т. Легоцького (1830—1915) — місцевого адвоката, дослідника і збирача пам'яток історії та культури Закарпатської України, який протягом 12 років проводив археологічні розкопки на території краю. Від 1907 року Т. Легоцький очолив рух за утворення міського музею, що було проголошено одним з основних завдань заснованого ним же 1909 року Мукачівського музейного товариства (діяло до 1915 року). Оскільки міська влада не підтримала належним чином зазначену ініціативу, по смерті Т. Легоцького зібрання, кількість пам'яток якого сягала кількох тисяч, зберігалося в родині колекціонера (пізніше було придбане приватною фірмою). З 1920 року організацією музею зайнялося Музейне товариство Т. Легоцького, яке відновило свою діяльність у тому ж році. Стараннями громадськості заклад, що носив ім'я свого засновника, було відкрито 1924 року. На початку 1930 року він офіційно перейшов у власність держави (Чехословаччини, до якої увійшло Закарпаття 1919 року) й отримав офіційну назву Краєзнавчий музей Легоцького у місті Мукачево. Першим директором закладу був учитель історії, місцевий краєзнавець Й. Янкович. Музей здійснював систематичні археологічні обстеження краю, мав досить великі збірки пам'яток археології, нумізматики, історії Мукачевого (зокрема цехового устрою) й ін. У 1930-х роках до нього було приєднано колекції шкільного музею міста Севлюш (нині місто Виноградів), діяльність закладу поширилася на дослідження історії, етнографії, фольклору, природи Підкарпатської Русі. 1950 року його зібрання увійшло до складу Закарпатського краєзнавчого музею.